# Kanton Le Faouët
Le Faouët is een voormalig kanton van het Franse departement Morbihan. Het kanton maakte deel uit van het arrondissement Pontivy. Het werd opgeheven bij decreet van 21 februari 2014 met uitwerking op 22 maart 2015. Alle gemeenten werden toegevoegd aan het kanton Gourin.

## Gemeenten
Het kanton Le Faouët omvatte de volgende gemeenten:
- Berné
- Le Faouët (hoofdplaats)
- Guiscriff
- Lanvénégen
- Meslan
- Priziac